# Kościół św. Maurycego w Coburgu
Kościół św. Maurycego (niem. Morizkirche) – luterański kościół farny znajdujący się w niemieckim mieście Coburg.

## Historia
Pierwsza wzmianka o kościele pw. św. Maurycego w Coburgu pochodzi z dokumentu papieża Jana XXII z 1323 roku. Budowa nowego kościoła trwała w latach 1380–1400. W XV wieku rozebrano jego dwuwieżową fasadę, a w 1520 powstał trójnawowy korpus nawowy. W 1530 Marcin Luter, podczas obrad sejmu w Augsburgu, przez sześć miesięcy przebywał w Coburgu i głosił tu kazania. W 1586 ukończono budowę wieży północnej. Południowa wieża nie została ukończona, w 1633 uzyskała dzisiejszy wygląd. W latach 1738–1740 wnętrze korpusu nawowego przebudowano w stylu barokowym wg projektu Johanna Davida Steingrubera. W 1970 zainstalowano system ogrzewania oraz odsłonięto gotyckie detale w nawach bocznych i późnoromańską kruchtę z portalem. W 2016 wyremontowano wnętrze kościoła.

## Architektura i wyposażenie
Świątynia gotycka, trójnawowa, o układzie halowym. Wnętrze korpusu nawowego reprezentuje barok, w nawach bocznych ulokowano dwa poziomy empor. W prezbiterium znajduje się grobowiec członków rodziny książęcej wraz z alabastrowym epitafium księcia Saksonii-Coburga-Eisenach Jana Fryderyka II Wettyna, wykonanym w 1598 przez Nikolausa Bergnera z Pößneck. Organy wykonało przedsiębiorstwo Karl Schuke Berliner Orgelbauwerkstatt, inaugurowano 1 grudnia 1989. Składają się z około 3800 piszczałek zgrupowanych w 54 głosy. Zainstalowano je w częściowo zrekonstruowanym prospekcie z lat 1740–1742, a w 2006 miał miejsce ich generalny remont. Na wieży wyższej kościoła zawieszono pięć brązowych dzwonów:
| Imię                                          | Waga    | Średnica | Ton  | Rok odlania     | Ludwisarz                               |
| --------------------------------------------- | ------- | -------- | ---- | --------------- | --------------------------------------- |
| Kleine Glocke                                 | 500 kg  | b.d.     | h'   | XIII lub XIV w. | b.d.                                    |
| Gedächtnisglocke für die Toten der Weltkriege | 750 kg  | b.d.     | gis' | 1960            | Friedrich Wilhelm Schilling, Heidelberg |
| Katharinenglocke/Gebetsglocke                 | 950 kg  | 120 cm   | fis' | 1510            | Petrus Gareis                           |
| Marienglocke/Brautglocke                      | 1700 kg | 130 cm   | dis' | 1510            | Petrus Gareis                           |
| Mauritiusglocke                               | 2500 kg | 160 cm   | cis' | 1437            | Mistrz Paulus, Norymberga               |

## Galeria

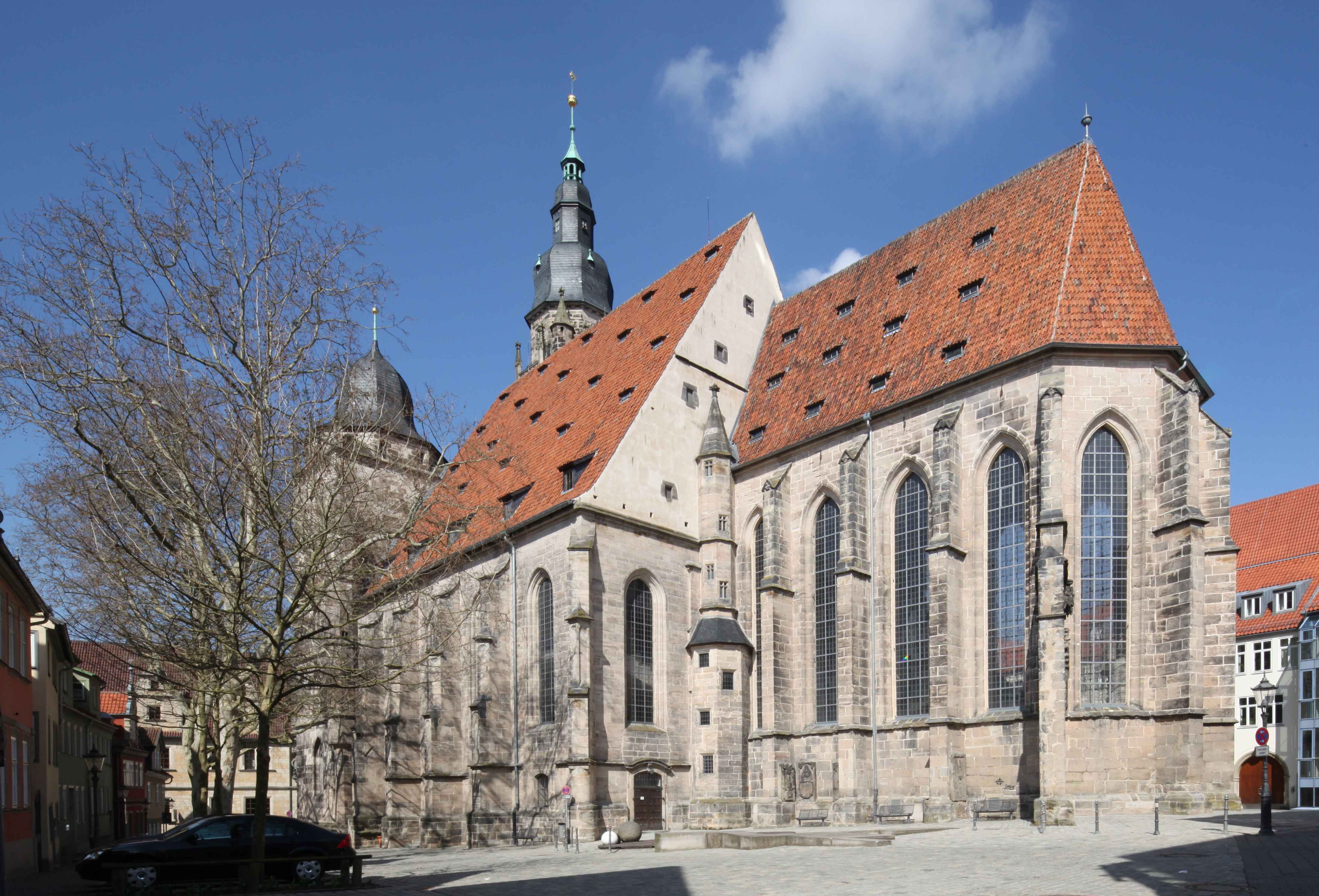
Widok z południowego wschodu
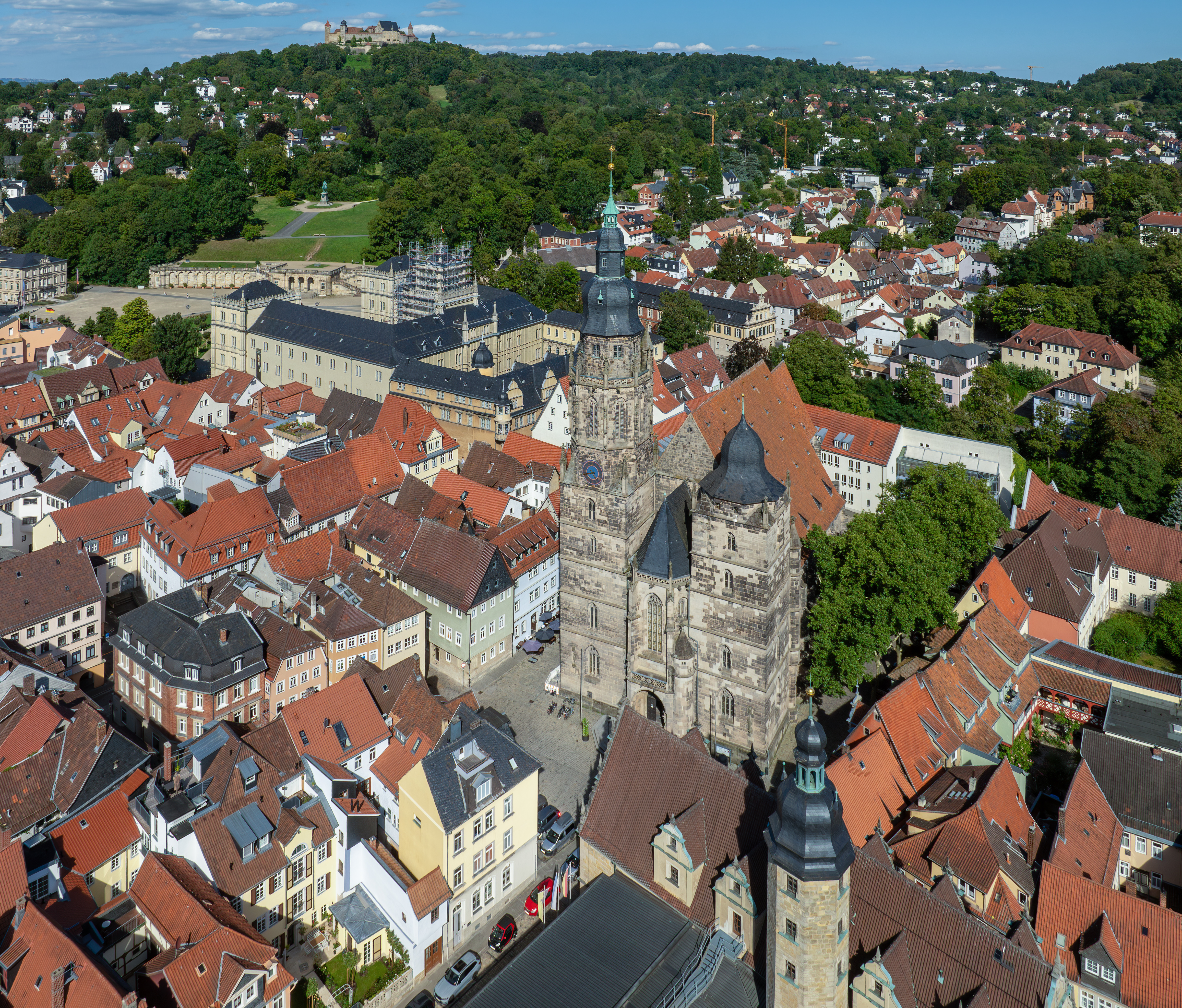
Widok z lotu ptaka
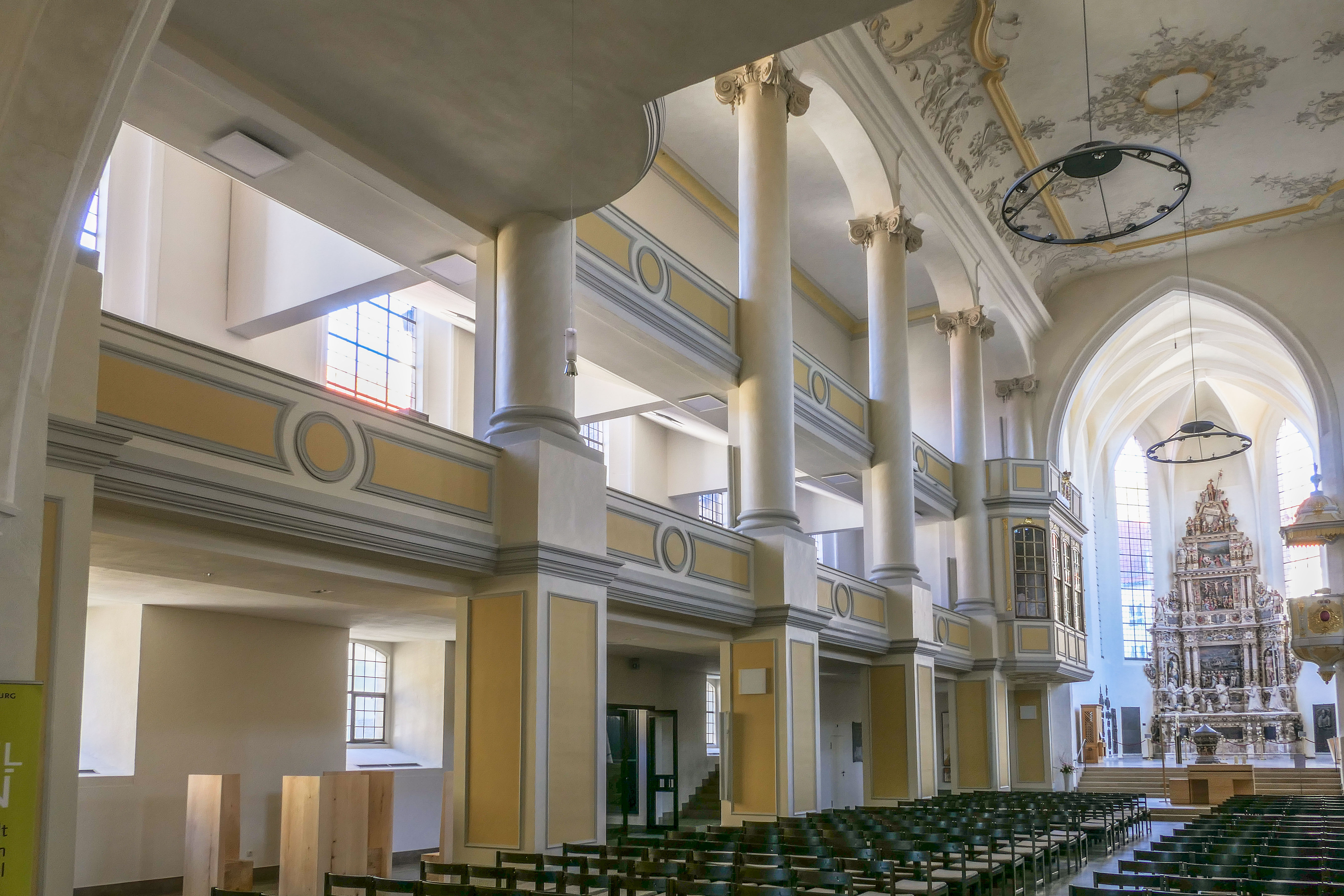
Wnętrze
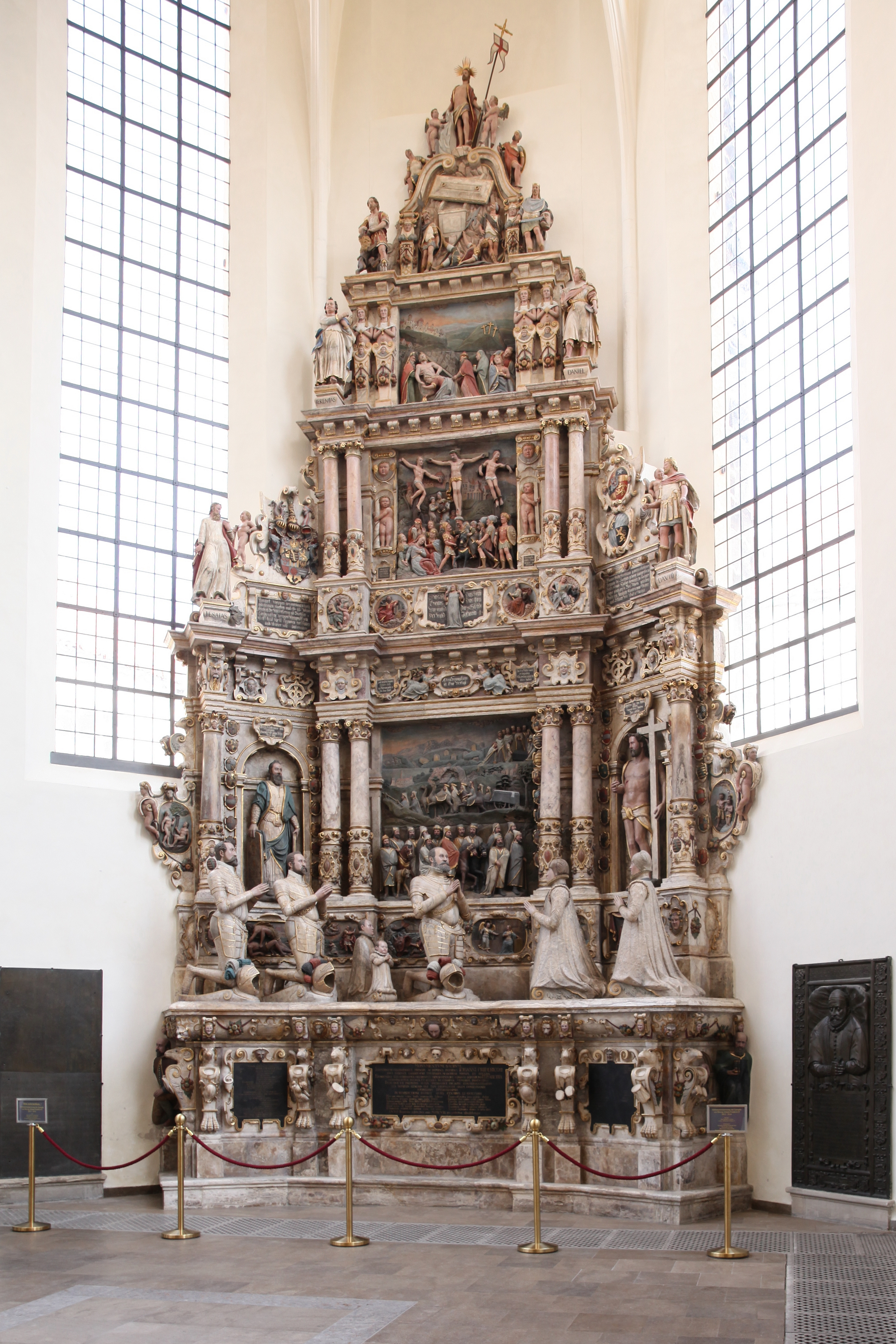
Epitafium Jana Fryderyka II
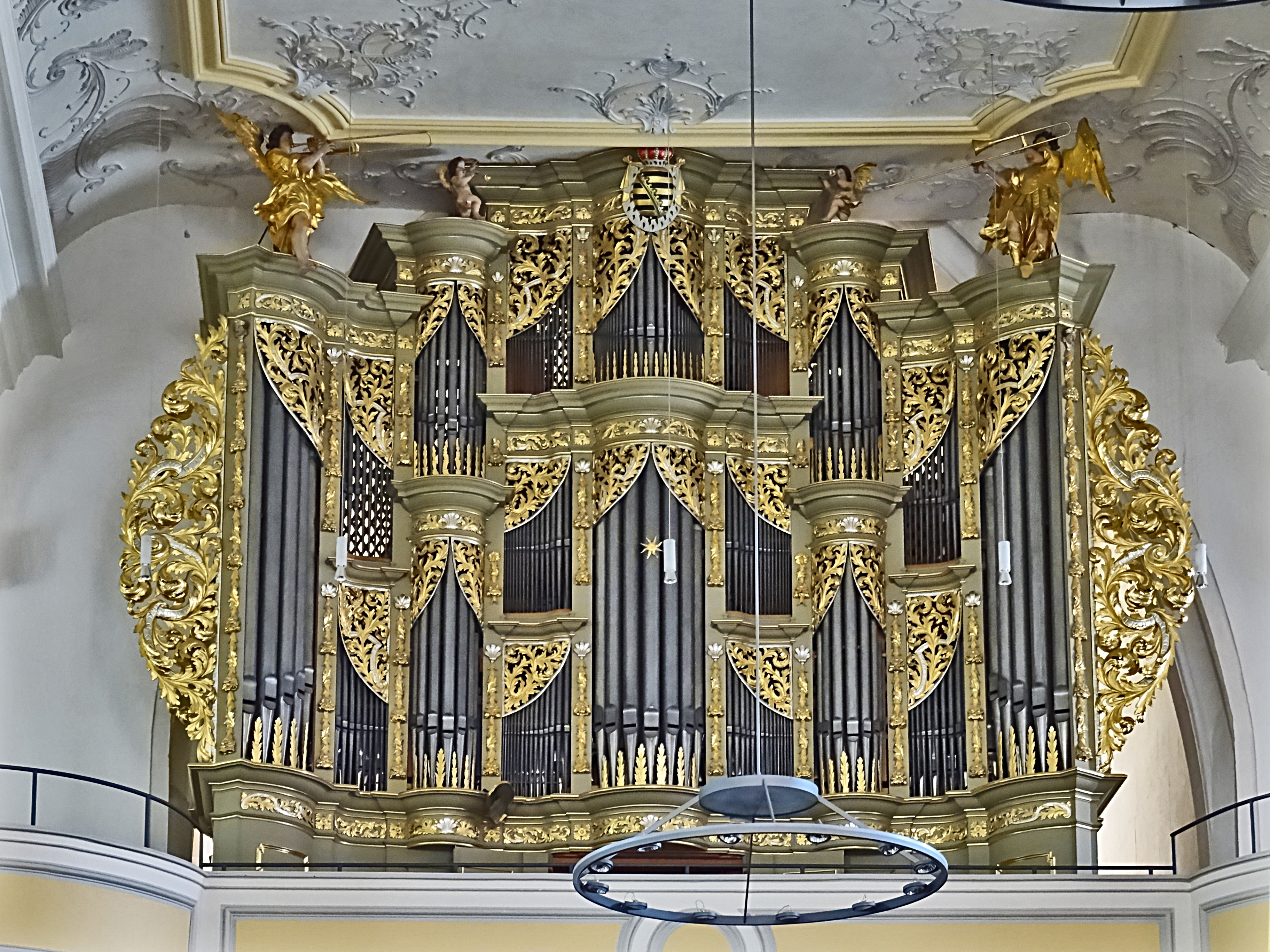
Organy